# Alpheus Spring Packard
Alpheus Spring Packard (Brunswick (Maine), 19 februari 1839 - Providence (Rhode Island), 14 februari 1905) was een Amerikaans entomoloog en geoloog. Zijn vader, Alpheus Spring Packard Sr. was historicus en voorzitter van Bowdoin College in Brunswick (Maine) van 1883 tot aan zijn dood.
Packard studeerde aan Bowdoin College en aan de Harvard-universiteit waar hij in 1864 een Bachelor of Science-graad behaalde. Hij studeerde vanaf 1864 ook medicijnen in Maine. Tijdens de Amerikaanse Burgeroorlog was hij actief als assistent-chirurg bij de First Maine Veteran Volunteers. In 1866 werd hij conservator van het Essex Institute in Salem (Massachusetts) en van 1867 tot 1878 was hij curator en vervolgens directeur van de Peabody Academy of Sciences, eveneens in Salem. Van 1871 tot 1873 was hij ook State Entomologist van Massachusetts.
In 1872 werd hij verkozen tot lid van de National Academy of Sciences.
Hij werd in 1878 professor in de entomologie en geologie aan de Brown-universiteit in Providence (Rhode Island), een post die hij tot aan zijn dood bekleedde.
Packard beschreef 50 geslachten en rond de 600 nieuwe soorten wetenschappelijk; vooral Lepidoptera (meer dan 40 geslachten) en Crustacea (5 geslachten).
Hij schreef onder meer Cave Fauna of North America (1888) en schoolboeken zoals Textbook of Entomology (1898) en Zoology for High Schools and Colleges. Hij publiceerde een driedelige monografie Monograph of the Bombycine Moths of North America waarvan het derde deel postuum verscheen in 1915.
Hij was in 1867 een van de oprichters en gedurende 20 jaar hoofdredacteur van het tijdschrift American Naturalist.
Packard was een voorstander van de evolutieleer en behoorde tot de Neo-Lamarckiaanse school. Hij schreef over Jean-Baptiste de Lamarck het boek Lamarck, the Founder of Evolution, His Life and Work (1901).